# Johanna Maria
Johanna Maria is een plaats, ressort en voormalige katoenplantage in het district Coronie in Suriname. Het dorp Johanna Maria ligt aan de Oost-Westverbinding, dicht bij de zeedijk, tussen Belladrum (oostelijk) en Novar (westelijk). Deze dorpen hebben allen hun naam ontleend aan voormalige plantages. Johanna Maria heeft een eigen slagbalvereniging. Verder staan er verschillende, slecht onderhouden traditionele huizen die niet op de erfgoedlijst staan.

## Geschiedenis
Het grondstuknummer 218 voor plantage Johanna Maria werd uitgegeven tussen 1797 en 1802, toen de Engelsen het bestuur over Suriname hadden. Zowel dit stuk als het lotnummer 217 van Groot Novar werden gekocht door S.B. Catz. Het was 500 akkers groot en of hij ze ook cultiveerde is niet bekend. Rond 1843 werkten 70 slaven in de katoenoogst op deze plantage. Enkele decennia na de afschaffing van de slavernij, in 1889, werden op deze plantage cacaobonen, bananen en kokosnoten verbouwd.

## Ressort
Johanna Maria is een van de drie ressorten waaruit het district Coronie bestaat.
Met de wijzers van de klok mee grenst het ressort Johanna Maria in het oosten aan het ressort Totness, In het zuiden aan het district Sipaliwini en in het westen aan het district Nickerie.

### Bevolking
In 2012 had het ressort Johanna Maria volgens cijfers van het Centraal Bureau voor Burgerzaken (CBB) 648 inwoners, een stijging vergeleken met 598 inwoners in 2004.
| Leeftijdsopbouw van het ressort Johanna Maria in 2012 | Leeftijdsopbouw van het ressort Johanna Maria in 2012 | Leeftijdsopbouw van het ressort Johanna Maria in 2012 | Leeftijdsopbouw van het ressort Johanna Maria in 2012 |
| ----------------------------------------------------- | ----------------------------------------------------- | ----------------------------------------------------- | ----------------------------------------------------- |
| Leeftijdscategorie                                    | Mannen                                                | Vrouwen                                               | Totaal                                                |
| 0-4 jaar                                              | 18                                                    | 30                                                    | 48                                                    |
| 5-9 jaar                                              | 37                                                    | 36                                                    | 73                                                    |
| 10-14 jaar                                            | 44                                                    | 26                                                    | 70                                                    |
| 15-19 jaar                                            | 29                                                    | 7                                                     | 36                                                    |
| 20-24 jaar                                            | 8                                                     | 16                                                    | 24                                                    |
| 25-29 jaar                                            | 14                                                    | 21                                                    | 35                                                    |
| 30-34 jaar                                            | 25                                                    | 24                                                    | 49                                                    |
| 35-39 jaar                                            | 17                                                    | 20                                                    | 37                                                    |
| 40-44 jaar                                            | 24                                                    | 14                                                    | 38                                                    |
| 45-49 jaar                                            | 23                                                    | 20                                                    | 43                                                    |
| 50-54 jaar                                            | 30                                                    | 30                                                    | 60                                                    |
| 55-59 jaar                                            | 35                                                    | 19                                                    | 54                                                    |
| 60-64 jaar                                            | 17                                                    | 6                                                     | 23                                                    |
| 65-69 jaar                                            | 12                                                    | 7                                                     | 19                                                    |
| 70-74 jaar                                            | 6                                                     | 7                                                     | 13                                                    |
| 75-79 jaar                                            | 3                                                     | 7                                                     | 10                                                    |
| 80-84 jaar                                            | 3                                                     | 6                                                     | 9                                                     |
| 85 jaar of ouder                                      | 3                                                     | 3                                                     | 6                                                     |
| onbekend                                              | 0                                                     | 1                                                     | 1                                                     |
| totaal                                                | 348                                                   | 300                                                   | 648                                                   |

### Etnische samenstelling
De bevolking van het ressort Johanna Maria bestaat nagenoeg uitsluitend uit Creolen (93%). 
| Bevolkingsgroep  | Aantal | %       |
| ---------------- | ------ | ------- |
| Inheemsen        | 0      | -       |
| Marrons          | 1      | 0,15%   |
| Creolen          | 600    | 92,59%  |
| Afro-Surinamers  | 1      | 0,15%   |
| Hindoestanen     | 13     | 2,00%   |
| Javanen          | 3      | 0,46%   |
| Chinezen         | 0      | -       |
| Europees/blank   | 0      | -       |
| Gemengde afkomst | 29     | 4,48%   |
| Overig           | 0      | -       |
| Weet niet        | 1      | 0,15%   |
| Geen antwoord    | 0      | -       |
| Totaal           | 648    | 100,00% |

A la bonne heure · Anna's Zorg · Akkerboom · Alliance · Alkmaar · Andresa · Auka · Andreesgift · Bantaskine · Barbados · Batavia · Beekenhorst · Belladrum · Bellevue · Belwaarde · Beninenburg · Berg en Dal · Bergen op Zoom · Berlijn (Commewijne) · Berlijn (Para) · Bethlehem · Boksweide · Boston · Botany Bay · Boxel · Bronswijk · Brouwerslust · Bruinendaal · Bucklebury · Buitenrust · Burnside · Cadrosspark · Caledonia · Campenburg · Cannewapibo · Catharina Sophia · Clevia  · Cliffort-Kokshoven · Clyde · Concordia · Concordia en een Kwart Lot · Courcabo · De Dageraad · De Goede Vriendschap · De Resolutie · De Vier Hendrikken · Diamond · Dijkveld · Domburg · Dordrecht · Eendragt · Elisabeth's Hoop · Ellen · L'Espérance (Nickerierivier) · L'Espérance (Surinamerivier) · Esthersrust · Fairfield · Fortuin · Flora · Florentia · Frederiksburg · Frederiksdorp · Frederikslust · Geertruidenberg · Geyersvlijt · Glensander · Gloria · Groot Chatillon · Groot Marseille · Guadeloupe · Hague · Hamburg · Hamilton · Hamptoncourt · Hannover · Hazard · Hebron · Hecht en Sterk · Hooyland · Hope · Houttuin · Huntly · Huwelijkszorg · Inverness · Jagtlust · Jodensavanne · Johan & Margaretha · Johanna Catharina · Johanna Maria · Johannesburg · John · Katwijk · Kent · Kerkshoven · Killenstein · Klein Bellevue · Kleinhoop · Krappahoek · Kroonenburg · Kwatta · La Jalousie · La Prosperité · La Rencontre · La Ressource (Saramacca) · La Ressource (Surinamerivier) · La Singularité · Laarwijk · Leasowes · Leliëndaal · Leonsberg · Livorno · Longmay · Lunenburg · Lust en Rust · Lustrijk · Maasstroom · Margarethenburg · Maria Petronella · Mariënbosch · Mariënburg · Margaretha's Gift · Mary's Hope · Meerzorg · Merveille · Moed en Kommer · Mon Bijou · Mon Souci · Mon Trésor · Monnikendam · Mopentibo · Morgenster · Moy · Nieuw Mocha · Nieuwzorg · Nieuwe Aanleg · De Nieuwe Grond · Nijd en Spijt · Novar · Nursery · Nut en Schadelijk · Onoribo · Onverwacht · Oranibo · Ornamibo · Overbrug · Overtoom 
· Oxford · Palestina · Paradise · Persévérance · Petersburg · Picardië · Peperpot · Pieterszorg · Plaisance · Poelwijk · Potosie · Purmerend · Reijnsdorp · Reijnsfort · Rijnberk · Roosenburg · Rorac · Rust en Werk · Rustenburg · Saltzhalen · Sans Souci · Saphir · Sarah · Sardam · Schaapstede · Schoonoord · Sinabo en Gelre · Sint Barbara · Sint Eustatius · Slootwijk · Sorgvliet · Spieringshoek · Standvastigheid · Suidwijn · Suzanna's Daal · Toevlugt (Surinamerivier) · Tout Lui Faut · Toledo · Totness · Tyronne · 't Vertrouwen · Victoria · Vierkinderen · Visserszorg · Voorburg · Voorzorg (Saramacca) · Vossenburg · Vredenburg · Vriendsbeleid en Ouderzorg · Vreeland · Waltonhall · Waldijk · Waterloo · Wederzorg · Welbedacht · Welgelegen (Commewijne) · Welgelegen (Coronie) · Welgevallen · Weltevreden · Wolffs Capoerica · Wolfenbüttel · 't Ylant · Zoelen · Zorg en Hoop (hout) · Zorg en Hoop (indigo) · Zorg en Hoop (katoen) · Zorg en Hoop (suiker)